# 秀長水産
秀長水産株式会社（ひでちょうすいさん）は、愛媛県宇和島市築地町に本社を置く水産会社。「健康真鯛」で知られている。

## 概要
鮮魚・活魚、水産加工品の販売などを手掛けている。養殖真鯛を主力としており、稚魚を2キロに生育するまで自社で養殖し、活魚として生きたまま自社トラックで全国の主要卸売市場へ出荷している。真鯛の出荷量は年間に約4500トンで全国のスーパーや飲食店へ出荷している。

## 事業所
- 本社（第一事業部） - 愛媛県宇和島市築地町2丁目6-24
- 第二事業部 - 愛媛県宇和島市住吉町3丁目1-16
- シーフードセンター - 愛媛県宇和島市築地町2丁目318-240
- サンビル - 愛媛県宇和島市築地町2丁目318-254･233
- 直営店 - 愛媛県宇和島市弁天町1丁目318-16（道の駅うわじま きさいや広場内）
- 松山営業所 - 愛媛県松山市三津ふ頭1-2 2-4
- 東京営業所 - 東京都中央区築地4-3-12

## 沿革
- 1971年6月 - 近藤鮮魚店を創業。
- 1974年9月 - 「秀長水産有限会社」設立。
- 1975年 - 現本社ビル購入。
- 1984年 - 活魚車を購入、全国配送を拡大。
- 1989年10月 - 第二冷蔵庫が落成。
- 1991年11月 - 「秀長水産株式会社」に組織変更。
- 1992年9月 - 水産食品加工施設　シーフードセンターが落成。
- 1998年
  - 6月 - アジトロフーズ有限会社を設立。
  - 7月 - 秀長マリン有限会社を設立。
- 2002年7月 - 第三水産加工場が稼働。
- 2003年
  - 8月 - 「食べてみさいや健康真鯛」・「がいなブリ」商標登録。
  - 12月 - サンビル（製氷・貯氷性能を併せ持つビル）を新築。
- 2006年9月 - シーフードセンター、対米HACCP認定取得。
- 2008年8月 - 健康真鯛のフリーズドライ、北京オリンピックへ（日本水泳連盟）。
- 2009年4月 - 道の駅うわじま きさいや広場にアンテナショップを出店。
- 2012年
  - 7月 - 健康真鯛のフリーズドライ、ロンドンオリンピックへ（日本水泳連盟）。
  - 8月 - 松山営業所を開設。
- 2013年7月 - 東京営業所を開設。
- 2016年8月 - 健康真鯛のフリーズドライ、リオデジャネイロオリンピックへ（日本水泳連盟）。
- 2017年
  - 1月 - 中国向け輸出水産食品加工施設登録認定。
  - 6月 - 健康アクアファームズ株式会社を設立。
- 2019年
  - 1月 - ベトナム向け輸出水産食品加工施設登録認定。日本ヘルスケア製品評価機構認定。
  - 12月 - 対EU 輸出水産食品取扱施設（HACCP）認定。